# Jurjen van Loon
Jurjen van Loon (Eindhoven, 14 september 1983) is een Nederlands acteur, stemacteur en presentator. Hij speelt onder andere de rol van Edward Beeksma in de tv-serie Feuten.

## Filmografie

### Nasynchronisatie
Stemmen die Van Loon heeft ingesproken zijn onder meer:
- Yin Yang Yo! - Yang
- Johnny Test - Johnny Test
- Big Time Rush - James Diamond
- Viva Piñata - Les Galagoogoo
- Team Umizoomi - Deurmuis
- Robbedoes en Kwabbernoot - Robbedoes
- Yu-Gi-Oh! GX - Chazz Princeton
- Pokémon: Black & White - Cilan
- Monsuno - Chase Suno
- Teenage Mutant Ninja Turtles - Mikey
- Broodschappers - Buhdeuce
- Lanfeust Quest - Lanfeust
- Tokyo Mew Mew - Mark/Marco
- Yo-Kai Watch - Nate Adams
- Beyblade Burst - Valt Aoi
- SpongeBob SquarePants - SpongeBob SquarePants (enkele afleveringen van seizoen 9)
- Shadowhunters: The Mortal Instruments - Jonathan Morgenstern
- Hilda and the Mountain King - Alfur Aldric
- Big Hero 6 - Televisie Presentator
- Zootropolis - Overige stemmen
- Scrooge: A Christmas Carol - Bob Cratchit
- Inazuma Eleven - Eric Eagle
- The Amazing Spiez! - Lee Clark

### Acteerwerk
- Feuten (serie) - Edward Beeksma
- Feuten: Het Feestje (film) - Edward Beeksma
- Dokters (serie) - Siebe Dijkstra
- Onder het hart (film) - Bruidegom
- De regels van Floor (serie) - huisarts
- Zina (serie) - Willem van Loon
- Gooische Vrouwen (serie) - Joost

### Presentatie
- Schooltv - presentator Aardrijkskunde voor de tweede fase
- De Social Club - voice-over
- NH - presentator NH Nieuws
- LINDA.tv - presentator Even aanbellen bij

- Nederlandse Thesaurus van Auteursnamen: 34294763X
- Virtual International Authority File: 280945517
- WorldCat: E39PBJmTmJ8RGphQ37mfFj3YT3